# DFB-Pokal 1977/78
DFB-Pokalsieger 1978 wurde erneut der 1. FC Köln. Mit der Titelverteidigung und der gleichzeitigen Deutschen Meisterschaft erreichte der 1. FC Köln 1978 das Double. Trainer Hennes Weisweiler hatte innerhalb von zwei Jahren die erfolgreichste Mannschaft in der Geschichte des 1. FC Köln geformt.
Da die Kölner als Meister bereits für den Europapokal der Landesmeister qualifiziert waren, in dem sie erst im Halbfinale am späteren Cupgewinner Nottingham Forest scheiterten, nahm der unterlegene Finalist Fortuna Düsseldorf am Europapokal der Pokalsieger teil, in dem sie das Finale gegen den FC Barcelona mit 3:4 n. V. verloren.

## Teilnehmende Mannschaften
Für die 1. Hauptrunde waren folgende Mannschaften qualifiziert:
| Bundesliga | 2. Bundesliga | Amateure Nord Berlin Westfalen Nordrhein | Amateure Hessen Südwest Baden-Württemberg Bayern |
| --- | --- | --- | --- |
| Borussia Mönchengladbach FC Schalke 04 Eintracht Braunschweig Eintracht Frankfurt 1. FC Köln (TV) Hamburger SV FC Bayern München Borussia Dortmund MSV Duisburg Hertha BSC Werder Bremen Fortuna Düsseldorf 1. FC Kaiserslautern 1. FC Saarbrücken VfL Bochum VfB Stuttgart TSV 1860 München FC St. Pauli | - Nord: Rot-Weiss Essen Tennis Borussia Berlin Arminia Bielefeld Wuppertaler SV Bayer 05 Uerdingen Hannover 96 Preußen Münster Alemannia Aachen Schwarz-Weiß Essen VfL Osnabrück Bayer 04 Leverkusen Westfalia Herne SC Fortuna Köln SG Wattenscheid 09 SG Union Solingen SC Herford OSC Bremerhaven Arminia Hannover - Süd: Karlsruher SC Kickers Offenbach FC 08 Homburg 1. FC Nürnberg SV Darmstadt 98 FSV Frankfurt SpVgg Fürth FC Augsburg Stuttgarter Kickers SV Waldhof Mannheim FC Bayern Hof SpVgg Bayreuth Eintracht Trier FK Pirmasens VfR Bürstadt KSV Baunatal Freiburger FC FV Würzburg 04 | - Nord: 1. SC Göttingen 05 Eintracht Nordhorn Eintracht Bremen RSV Rehburg Blumenthaler SV VfB Oldenburg Lüssumer TV Rendsburger TSV Concordia Hamburg OSV Hannover Hummelsbütteler SV VfL Bad Schwartau Schleswig 06 VfV Hildesheim Itzehoer SV VfL Wolfsburg TuRa Harksheide Horner TV - Berlin: Wacker 04 Berlin Hertha Zehlendorf BFC Viktoria 1889 Traber FC Mariendorf Lichterfelder SU - Westfalen: Blau Weiß Wulfen TuS Schloß Neuhaus SSV Elspe DSC Wanne-Eickel Warendorfer SU - Nordrhein: 1. FC Viersen BV 08 Lüttringhausen BC Efferen BV 04 Düsseldorf Borussia Brand SC Viktoria Köln Bonner SC TuS Struck TuS 08 Langerwehe | - Hessen: TSV Taunusstein-Bleidenstadt SpVgg Bad Homburg FSV Bad Orb SC Gladenbach - Südwest: SG Ellingen-Bonefeld FSV Oggersheim FSV Salmrohr Hassia Bingen SV Saar 05 Saarbrücken SV Ottweiler 1. FSV Mainz 05 Eintracht Bad Kreuznach Eintracht Glas-Chemie Wirges Sportfreunde Eisbachtal Alemannia Plaidt FSV Hemmersdorf FC St. Wendel SV Röchling Völklingen - Baden-Württemberg: TSV Ofterdingen FC Konstanz FC 1908 Villingen Heidenheimer SB 1. FC Normannia Gmünd Olympia Kirrlach TV Unterboihingen Alemannia Eggenstein SV Sandhausen FC Rastatt BSV Schwenningen SpVgg Neckargemünd FC Tailfingen - Bayern: TuS Rosenberg TSV Ottobrunn SSV Jahn Regensburg FC Augsburg (A) TSV Südwest Nürnberg VfB Coburg |

## 1. Hauptrunde
| Datum         |                              | Ergebnis  |                              |
| ------------- | ---------------------------- | --------- | ---------------------------- |
| Fr 29.07.1977 | Kickers Offenbach            | 0:4       | 1. FC Köln                   |
| Fr 29.07.1977 | FC Augsburg                  | 1:0       | SpVgg Fürth                  |
| Fr 29.07.1977 | Hannover 96                  | 0:2       | Tennis Borussia Berlin       |
| Sa 30.07.1977 | TSV 1860 München             | 4:2       | Arminia Bielefeld            |
| Sa 30.07.1977 | 1. SC Göttingen 05           | 0:2       | FC Schalke 04                |
| Sa 30.07.1977 | TSV Ofterdingen              | 0:5       | Hamburger SV                 |
| Sa 30.07.1977 | Eintracht Braunschweig       | 10:10     | Eintracht Nordhorn           |
| Sa 30.07.1977 | VfB Stuttgart                | 10:00     | Eintracht Bremen             |
| Sa 30.07.1977 | RSV Rehburg                  | 1:6       | Hertha BSC                   |
| Sa 30.07.1977 | FC Konstanz                  | 1:6       | Eintracht Frankfurt          |
| Sa 30.07.1977 | FC St. Wendel                | 1:6       | Fortuna Düsseldorf           |
| Sa 30.07.1977 | Blumenthaler SV              | 1:5       | Werder Bremen                |
| Sa 30.07.1977 | SG Ellingen-Bonefeld         | 1:6       | FC St. Pauli                 |
| Sa 30.07.1977 | 1. FC Viersen                | 0:8       | Borussia Mönchengladbach     |
| Sa 30.07.1977 | FSV Oggersheim               | 0:3       | 1. FC Kaiserslautern         |
| Sa 30.07.1977 | TuS Rosenberg                | 01:11     | MSV Duisburg                 |
| Sa 30.07.1977 | Rot-Weiss Essen              | 3:2       | VfR Bürstadt                 |
| Sa 30.07.1977 | Wuppertaler SV               | 2:2 n. V. | SC Herford                   |
| Sa 30.07.1977 | OSC Bremerhaven              | 3:2       | Preußen Münster              |
| Sa 30.07.1977 | KSV Baunatal                 | 2:3       | Alemannia Aachen             |
| Sa 30.07.1977 | Karlsruher SC                | 2:1       | 1. FC Nürnberg               |
| Sa 30.07.1977 | FC 08 Villingen              | 0:1       | SpVgg Bayreuth               |
| Sa 30.07.1977 | Heidenheimer SB              | 1:2       | FK Pirmasens                 |
| Sa 30.07.1977 | SV Waldhof Mannheim          | 12:00     | Lüssumer TV                  |
| Sa 30.07.1977 | SG Wattenscheid 09           | 1:2 n. V. | TSV Taunusstein-Bleidenstadt |
| Sa 30.07.1977 | Bayer 04 Leverkusen          | 5:0       | FSV Salmrohr                 |
| Sa 30.07.1977 | FV Würzburg 04               | 1:0       | SSV Jahn Regensburg          |
| Sa 30.07.1977 | Rendsburger TSV              | 0:2       | VfL Osnabrück                |
| Sa 30.07.1977 | 1. FC Normannia Gmünd        | 2:0       | SC Fortuna Köln              |
| Sa 30.07.1977 | Eintracht Trier              | 3:0       | Blau Weiß Wulfen             |
| Sa 30.07.1977 | SV Arminia Hannover          | 0:1       | FC Augsburg (A)              |
| Sa 30.07.1977 | TSV Südwest Nürnberg         | 1:3       | SV Darmstadt 98              |
| Sa 30.07.1977 | Hummelsbütteler SV           | 0:2       | TuS Schloß Neuhaus           |
| Sa 30.07.1977 | BV 04 Düsseldorf             | 3:0       | VfL Bad Schwartau            |
| Sa 30.07.1977 | Schleswig 06                 | 0:1       | SV Röchling Völklingen       |
| Sa 30.07.1977 | VfV Hildesheim               | 4:1 n. V. | TV Unterboihingen            |
| Sa 30.07.1977 | Itzehoer SV                  | 2:1       | Borussia Brand               |
| Sa 30.07.1977 | VfL Wolfsburg                | 3:1       | FSV Bad Orb                  |
| Sa 30.07.1977 | SV Saar 05 Saarbrücken       | 1:1 n. V. | Wacker 04 Berlin             |
| Sa 30.07.1977 | TuRa Harksheide              | 1:1 n. V. | SV Ottweiler                 |
| Sa 30.07.1977 | Horner TV                    | 12:1 1    | Alemannia Eggenstein         |
| Sa 30.07.1977 | 1. FSV Mainz 05              | 7:1       | Hertha Zehlendorf            |
| Sa 30.07.1977 | SC Viktoria Köln             | 0:2       | Eintracht Bad Kreuznach      |
| Sa 30.07.1977 | SC Gladenbach                | 2:1       | SSV Elspe                    |
| So 31.07.1977 | VfB Oldenburg                | 0:2       | VfL Bochum                   |
| So 31.07.1977 | TSV Ottobrunn                | 0:9       | Borussia Dortmund            |
| So 31.07.1977 | SG Union Solingen            | 2:2 n. V. | Schwarz-Weiß Essen           |
| So 31.07.1977 | Hassia Bingen                | 0:1       | Stuttgarter Kickers          |
| So 31.07.1977 | BV 08 Lüttringhausen         | 1:2       | Freiburger FC                |
| So 31.07.1977 | Concordia Hamburg            | 2:0       | FC Bayern Hof                |
| So 31.07.1977 | OSV Hannover                 | 2:5       | FSV Frankfurt                |
| So 31.07.1977 | Westfalia Herne              | 6:1       | BC Efferen                   |
| So 31.07.1977 | SpVgg Bad Homburg            | 1:2       | FC 08 Homburg                |
| So 31.07.1977 | Olympia Kirrlach             | 0:6       | Bayer 05 Uerdingen           |
| So 31.07.1977 | Eintracht Glas-Chemie Wirges | 2:3       | DSC Wanne-Eickel             |
| So 31.07.1977 | BFC Viktoria 1889            | 2:3 n. V. | BSV 07 Schwenningen          |
| So 31.07.1977 | Bonner SC                    | 5:1       | Sportfreunde Eisbachtal      |
| So 31.07.1977 | SV Sandhausen                | 3:1       | Traber FC Berlin             |
| So 31.07.1977 | FC Rastatt                   | 2:1       | TuS Struck                   |
| So 31.07.1977 | Lichterfelder SU             | 2:2 n. V. | Alemannia Plaidt             |
| So 31.07.1977 | Warendorfer SU               | 3:1       | FSV Hemmersdorf              |
| So 31.07.1977 | TuS 08 Langerwehe            | 3:0       | VfB Coburg                   |
| So 31.07.1977 | FC Tailfingen                | 3:2       | SpVgg Neckargemünd           |
| Mi 10.08.1977 | 1. FC Saarbrücken            | 1:2       | FC Bayern München            |

### Wiederholungsspiele
| Datum         |                    | Ergebnis              |                        |
| ------------- | ------------------ | --------------------- | ---------------------- |
| So 07.08.1977 | Wacker 04 Berlin   | 0:0 n. V. (5:4 i. E.) | SV Saar 05 Saarbrücken |
| Mi 10.08.1977 | SC Herford         | 3:0                   | Wuppertaler SV         |
| Mi 10.08.1977 | Schwarz-Weiß Essen | 2:0                   | SG Union Solingen      |
| Mi 10.08.1977 | SV Ottweiler       | 2:1                   | TuRa Harksheide        |
| Mi 10.08.1977 | Horner TV          | 0:8                   | Alemannia Eggenstein   |
| Mi 10.08.1977 | Alemannia Plaidt   | 3:1                   | Lichterfelder SU       |

## 2. Hauptrunde
| Datum         |                        | Ergebnis  |                              |
| ------------- | ---------------------- | --------- | ---------------------------- |
| Fr 19.08.1977 | FC Bayern München      | 3:1       | Eintracht Trier              |
| Fr 19.08.1977 | 1. FC Kaiserslautern   | 4:1       | Wacker 04 Berlin             |
| Fr 19.08.1977 | BV 04 Düsseldorf       | 1:4       | Borussia Mönchengladbach     |
| Fr 19.08.1977 | 1. FC Köln             | 3:1       | Eintracht Bad Kreuznach      |
| Sa 20.08.1977 | Fortuna Düsseldorf     | 3:1       | Borussia Dortmund            |
| Sa 20.08.1977 | MSV Duisburg           | 3:0       | VfB Stuttgart                |
| Sa 20.08.1977 | FC St. Pauli           | 0:3       | VfL Bochum                   |
| Sa 20.08.1977 | SV Waldhof Mannheim    | 1:3       | Hertha BSC                   |
| Sa 20.08.1977 | Eintracht Braunschweig | 3:1       | Stuttgarter Kickers          |
| Sa 20.08.1977 | TuS Schloß Neuhaus     | 2:2 n. V. | Eintracht Frankfurt          |
| Sa 20.08.1977 | 1. FSV Mainz 05        | 1:4       | Hamburger SV                 |
| Sa 20.08.1977 | SV Röchling Völklingen | 0:4       | Werder Bremen                |
| Sa 20.08.1977 | Karlsruher SC          | 4:3 n. V. | FK Pirmasens                 |
| Sa 20.08.1977 | Bayer 05 Uerdingen     | 0:3       | FSV Frankfurt                |
| Sa 20.08.1977 | Tennis Borussia Berlin | 1:3       | Westfalia Herne              |
| Sa 20.08.1977 | VfL Osnabrück          | 2:1       | SV Darmstadt 98              |
| Sa 20.08.1977 | FC 08 Homburg          | 3:0       | SC Herford                   |
| Sa 20.08.1977 | OSC Bremerhaven        | 0:1       | FC Augsburg                  |
| Sa 20.08.1977 | FC Tailfingen          | 1:2       | Rot-Weiss Essen              |
| Sa 20.08.1977 | Bayer 04 Leverkusen    | 3:1       | FC Rastatt                   |
| Sa 20.08.1977 | Schwarz-Weiß Essen     | 2:0       | Concordia Hamburg            |
| Sa 20.08.1977 | Warendorfer SU         | 1:4       | Freiburger FC                |
| Sa 20.08.1977 | TuS 08 Langerwehe      | 1:0 n. V. | FV Würzburg 04               |
| Sa 20.08.1977 | VfV Hildesheim         | 3:0       | Alemannia Aachen             |
| Sa 20.08.1977 | Itzehoer SV            | 1:6       | SpVgg Bayreuth               |
| Sa 20.08.1977 | 1. FC Normannia Gmünd  | 1:2       | FC Augsburg (A)              |
| Sa 20.08.1977 | SC Gladenbach          | 1:5       | SV Sandhausen                |
| Sa 20.08.1977 | DSC Wanne-Eickel       | 3:1       | VfL Wolfsburg                |
| Sa 20.08.1977 | Alemannia Plaidt       | 1:2       | Bonner SC                    |
| Sa 20.08.1977 | BSV 07 Schwenningen    | 4:0       | SV Ottweiler                 |
| Sa 20.08.1977 | FC Schalke 04          | 8:1       | TSV Taunusstein-Bleidenstadt |
| Sa 20.08.1977 | TSV 1860 München       | 115:0 10  | Horner TV                    |

### Wiederholungsspiele
| Datum         |                     | Ergebnis |                      |
| ------------- | ------------------- | -------- | -------------------- |
| Mi 24.08.1977 | Eintracht Frankfurt | 4:0      | TuS Schloß Neuhaus   |
| Sa 15.10.1977 | TSV 1860 München    | 7:1      | Alemannia Eggenstein |

## 3. Hauptrunde
| Datum         |                          | Ergebnis  |                        |
| ------------- | ------------------------ | --------- | ---------------------- |
| Fr 14.10.1977 | FC Augsburg (A)          | 0:4       | Hertha BSC             |
| Fr 14.10.1977 | FSV Frankfurt            | 0:3       | 1. FC Köln             |
| Sa 15.10.1977 | MSV Duisburg             | 2:1       | 1. FC Kaiserslautern   |
| Sa 15.10.1977 | FC Schalke 04            | 1:0       | Eintracht Frankfurt    |
| Sa 15.10.1977 | FC 08 Homburg            | 3:1       | FC Bayern München      |
| Sa 15.10.1977 | Fortuna Düsseldorf       | 4:1       | Rot-Weiss Essen        |
| Sa 15.10.1977 | Freiburger FC            | 2:6       | VfL Bochum             |
| Sa 15.10.1977 | SV Sandhausen            | 0:4       | Eintracht Braunschweig |
| Sa 15.10.1977 | DSC Wanne-Eickel         | 0:2       | Werder Bremen          |
| Sa 15.10.1977 | Hamburger SV             | 6:0       | VfV Hildesheim         |
| Sa 15.10.1977 | Borussia Mönchengladbach | 3:0       | Bonner SC              |
| Sa 15.10.1977 | Bayer 04 Leverkusen      | 1:5       | Westfalia Herne        |
| Sa 15.10.1977 | Karlsruher SC            | 2:0       | SpVgg Bayreuth         |
| Sa 15.10.1977 | TuS 08 Langerwehe        | 2:0       | VfL Osnabrück          |
| So 16.10.1977 | Schwarz-Weiß Essen       | 2:1 n. V. | BSV 07 Schwenningen    |
| Di 25.10.1977 | TSV 1860 München         | 3:0       | FC Augsburg            |

## Achtelfinale
| Datum                   |                          | Ergebnis  |                        |
| ----------------------- | ------------------------ | --------- | ---------------------- |
| So 19.11.1977 14:00 Uhr | FC 08 Homburg            | 1:1 n. V. | Hertha BSC             |
| So 19.11.1977 14:00 Uhr | TuS 08 Langerwehe        | 1:3       | MSV Duisburg           |
| So 19.11.1977 15:30 Uhr | Borussia Mönchengladbach | 3:0       | VfL Bochum             |
| So 19.11.1977 15:30 Uhr | Fortuna Düsseldorf       | 3:1       | Eintracht Braunschweig |
| So 19.11.1977 15:30 Uhr | FC Schalke 04            | 4:2       | Hamburger SV           |
| So 19.11.1977 15:30 Uhr | Werder Bremen            | 2:1       | TSV 1860 München       |
| So 19.11.1977 15:30 Uhr | 1. FC Köln               | 4:0       | Karlsruher SC          |
| So 19.11.1977 15:30 Uhr | Schwarz-Weiß Essen       | 0:0 n. V. | Westfalia Herne        |

### Wiederholungsspiele
| Datum                   |                 | Ergebnis  |                      |
| ----------------------- | --------------- | --------- | -------------------- |
| Di 29.11.1977 13:55 Uhr | Hertha BSC      | 4:1 n. V. | FC 08 Homburg / Saar |
| Mi 30.11.1977 14:45 Uhr | Westfalia Herne | 0:1       | Schwarz-Weiß Essen   |

## Viertelfinale
| Datum         |               | Ergebnis  |                          |
| ------------- | ------------- | --------- | ------------------------ |
| Di 20.12.1977 | 1. FC Köln    | 9:0       | Schwarz-Weiß Essen       |
| Di 20.12.1977 | MSV Duisburg  | 1:0       | Hertha BSC               |
| Di 20.12.1977 | FC Schalke 04 | 1:1 n. V. | Fortuna Düsseldorf       |
| Di 20.12.1977 | Werder Bremen | 2:1       | Borussia Mönchengladbach |

### Wiederholungsspiel
| Datum         |                    | Ergebnis |               |
| ------------- | ------------------ | -------- | ------------- |
| Mo 26.12.1977 | Fortuna Düsseldorf | 1:0      | FC Schalke 04 |

## Halbfinale
| Datum         |                    | Ergebnis |               |
| ------------- | ------------------ | -------- | ------------- |
| Mi 25.01.1978 | 1. FC Köln         | 1:0      | Werder Bremen |
| Mi 25.01.1978 | Fortuna Düsseldorf | 4:1      | MSV Duisburg  |

## Finale
| Paarung            | Fortuna Düsseldorf – 1. FC Köln |
| Ergebnis           | 0:2 (0:0) |
| Datum              | 15. April 1978 |
| Stadion            | Parkstadion, Gelsenkirchen |
| Zuschauer          | 70.000 |
| Schiedsrichter     | Jan Redelfs (Hannover) |
| Tore               | 0:1 Bernd Cullmann (71.) 0:2 Roger van Gool (90.) |
| Fortuna Düsseldorf | Jörg Daniel – Gerd Zewe – Dieter Brei, Gerd Zimmermann, Heiner Baltes – Egon Köhnen, Josef Weikl, Klaus Allofs – Flemming Lund (78. Rudi Bommer), Josef Hickersberger, Wolfgang Seel Cheftrainer: Dietrich Weise      |
| 1. FC Köln         | Toni Schumacher – Roland Gerber – Harald Konopka, Gerd Strack, Herbert Zimmermann – Bernhard Cullmann, Heinz Flohe , Herbert Neumann – Yasuhiko Okudera, Dieter Müller, Roger Van Gool Cheftrainer: Hennes Weisweiler |